# Utiguren
De Utiguren waren een laatantiek ruitervolk dat in het midden van de 6e eeuw ten noorden van de Zwarte Zee woonde.
Ze werden voor het eerst in de veertiger jaren van de 6e eeuw vermeld, waarbij ze vaak "Hunnen" genoemd werden. Dit zegt echter niets over hun etnische afkomst, aangezien de term "Hun" (zoals daarvoor "Scyth") vaak slechts een stijlmiddel was dat door laatantieke historici werd gebruikt om volkeren in de Pontische steppe ten noorden van de Zwarte Zee te beschrijven. De Utiguren hadden voorheen verder naar het oosten gewoond, nabij de rivier de Don.
Nadat de Kutriguren, die waarschijnlijk verwant waren aan de Utiguren, herhaaldelijk Oost-Romeins grondgebied waren binnengedrongen en in de jaren 558/'59 onder hun leider Zabergan de Donau waren overgestoken, slaagde de Oost-Romeinse keizer Justinianus er in 559 in een alliantie te sluiten met Sandilch, een leider van de Utiguren. De Utiguren vielen de Kutriguren aan en beide groepen lijken in de daaropvolgende veldslagen sterk verzwakt te zijn. De Avaren, die een paar jaar eerder ook in het vizier van Oost-Rome waren verschenen, profiteerden van deze situatie om in 560 de meeste overgebleven Utiguren en Kutriguren te onderwerpen. Rond 575 woonden ten minste enkele van de Utiguren in de buurt van de Krim onder Turkse heerschappij. Even later veroverde de Utigurse vorst Angaios, waarschijnlijk in opdracht van de Turkse heerser Turxanthos, de Oost-Romeinse stad Bosporos aan de Straat van Kertsj.